# Giuseppe Picciati
Giuseppe Picciati, född den 30 oktober 1868 i Piombino, död den 11 mars 1908 i Venedig, var en italiensk matematiker och teoretisk fysiker.
Picciati avlade 1890 examen i fysik vid universitetet i Pisa, där han var lärjunge till Vito Volterra, och 1895 examen i matematik vid universitetet i Padua. Han undervisade vid högre skolor i Venedig. Kort före sin tidiga död vann han konkurrensen om lärostolen i mekanik vid universitetet i Bologna. År 1909 tilldelades han matematikpriset från Accademia dei XL. 